# Amazon Prime Video
Amazon Prime Video (poznat i kao Prime Video) američka je usluga plaćenog videa na zahtjev u vlasništvu tvrtke Amazon. Usluga je pokrenuta u rujnu 2006. godine pod nazivom Amazon Unbox. Prime Video je 2022. godine brojao oko 200 milijuna pretplaćenih korisnika.
Usluga je u Hrvatskoj dostupna od 14. prosinca 2016., no sučelje i sadržaj platforme nisu lokalizirani na hrvatski jezik. Usluga je od iste godine dostupna u preko 200 teritorija.